# Флахт
Флахт (њем. Flacht) општина је у њемачкој савезној држави Рајна-Палатинат. Једно је од 137 општинских средишта округа Рајн-Лан. Према процјени из 2010. у општини је живјело 1.124 становника. Посједује регионалну шифру (AGS) 7141043.

## Географски и демографски подаци
Флахт се налази у савезној држави Рајна-Палатинат у округу Рајн-Лан. Општина се налази на надморској висини од 125 метара. Површина општине износи 4,4 km². У самом мјесту је, према процјени из 2010. године, живјело 1.124 становника. Просјечна густина становништва износи 253 становника/km².